# شمشیرزن دوره‌گرد: پایان
شمشیرزن دوره‌گرد: پایان (るろうに剣心 最終章 The Final Rurouni Kenshin: Saishūshō – Za Fainaru) یک فیلم لایو اکشن ژاپنی، ساخته سال ۲۰۲۱، براساس مانگای رورونی کنشین است. این چهارمین فیلمی است که بر این اساس این مانگا ساخته شده‌است. این فیلم دنباله ای بر فیلم شمشیرزن دوره‌گرد: افسانه پایان می‌یابد است. فیلم مرتبط با داستان مانگای آن می‌باشد، هرچند برخی از عناصر داستانی آن متفاوت هستند.

## داستان
رهبر مافیای شانگهای، یوکیشیرو انیشی، وارد توکیو می شود تا هیمورا کنشین قاتل دولت سابق را پیدا کند. او و متحدانش که همگی با کنشین کینه ای دارند، حمله خود را به توکیو آغاز می کنند...

## بازیگران
- تاکرو ساتو در نقش هیمورا کنشین
- امی تاکی در نقش کامیا کائورو
- مکنیو آراتا عنوان یوکیشیرو انیشی
- کاسومی آریمورا در نقش یوکیشیرو توموئه
- یوسوکه اگوچی در نقش سایتو هاجیمه
- مونتاکا آئوکی در نقش ساگارا سانوسوکه
- یو آئویی در نقش تاکانی مگومی
- یوسوکه ایسیا در نقش شینوموری آوشی
- ریکو اونیشی در نقش میوجین یاهیکو
- تائو تسوچیا در نقش ماکیماچی میسائو
- ریوسکه میورا در نقش ساواژجو چو
- تاکوما اتوئو در نقش وو هایشین
- شینگو سورومی به عنوان رئیس اورامورا
- تاکئو ناکاهارا در نقش مائکاوا میاوچی
- مانتارو کویچی در نقش کاواجی توشییوشی
- شینوسوکه آبه در نقش کوجیرانامی هیوگو
- شونتارو یاناگی در نقش اوتووا هیوکو
- جوی در نقش اینوی تنمون
- ایکی ناریتا در نقش یاتسومه مومیوی
- ریونوسوکه کامیکی در نقش ستا سوجیرو

## انتشار
این فیلم در تاریخ ۲۳ آوریل ۲۰۲۱ در سینماهای ژاپن به نمایش درآمد. شمشیرزن دوره‌گرد: پایان در ۱۸ ژوئن ۲۰۲۱ در نتفلیکس منتشر شد و دارای دوبله انگلیسی بود.